# The Longing
The Longing és un videojoc d'aventures incremental desenvolupat per l'estudi independent, Studio Seufz. El joc es va publicar el 5 de març del 2020.

## Argument i mecànica
A The Longing, el jugador controla un servent de l'emperador Barbarossa anomenat Shadow. Quan es comença a controlar el personatge, s'obre un compte enrere de 400 dies en temps real. Quan el temporitzador s'esgota, l'emperador es desperta i el joc s'acaba, encara que el jugador no faci res, i el servent es quedarà en el lloc on estigui durant tots aquests 400 dies. L'únic objectiu del joc és intentar reduir aquesta expectativa.
En el joc, tots els processos són lents. Shadow es mou lentament a la cova i, per resoldre trencaclosques, el jugador haurà d'esperar hores, dies, o fins i tot setmanes, perquè el món del joc canviï i el servidor pugui arribar a llocs nous. El personatge Shadow pot passar el temps fixant-se en l'espai, dibuixant, o per exemple, llegint llibres com Moby Dick, Així parlà Zaratustra o la Ilíada.
The Longing té diversos finals, i no tots es poden aconseguir a la mateixa partida, sinó que s'ha de jugar de nou des de l'inici.

## Desenvolupament
Anselm Pita ha participat en les animacions Flash del joc des del 2004, estrenant-les al portal Newgrounds. Durant més d'una dècada i mitja, ell i el seu amic Benedikt Hummel van desenvolupar diversos jocs populars per navegador web i el 2017 van fundar Studio Seufz. Però malgrat que ja hi havia diversos projectes, The Longing es va convertir en la primera gran publicació per a l'estudi i el projecte personal de Pete.
El 2012, Anselm Pyta va visitar Sangerhauser, on va conèixer la llegenda del famós monarca alemany i l'emperador Barbarossa, el qual no morí sinó que dormia en una cova. I la llegenda deia que al cap d'un temps es despertarà i tornarà a prendre el seu tron. Al mateix temps, presumptament, la seva pau és vigilada per un solitari servidor anomenat Shadow, que un cop cada 100 anys comprova per saber si és el moment de despertar-lo del son. Pete hauria vist en aquesta trama la base del joc d'ordinador The Longing. I la seva idea era fer un joc sobre aquest servent. Tot i que pràcticament no s'esmenta a la llegenda però, això va ser suficient perquè el desenvolupador s'interessés per aquest personatge. Pete es va preguntar què faria aquest personatge per no tornar-se boig amb aquesta expectativa tot sol.
Els jocs incrementals com Clicker Heroes serviren d'inspiració per a Pete, ja que el jugador roman en ells fins i tot després que el joc es tanqui. Per exemple, a The Longing hi ha un episodi en què el jugador ha d'esperar fins que una aranya teixeixi una xarxa. Si el jugador tanca el joc i hi torna en dos dies, la xarxa estarà a punt i podrà prosseguir. Així, el jugador supera l'obstacle sense cap tipus d'estrès i, alhora, es pot combinar amb un estrany sentit de la realització.

Un altre element del videojoc The Longing són els trencaclosques. Tanmateix, la seva manifestació i solució dins del joc estan dissenyades a partir de les característiques del pas del temps. Així doncs, el paisatge de la cova on es desenvolupa el joc pot canviar amb el pas del temps, cosa que obre possibilitats per resoldre trencaclosques. Però el jugador ha de tenir paciència tant per al primer com per al segon. Això va establir una forma de motivació per als jugadors, de manera que no només esperarien que s'acabés el joc, sinó que mostrarien la seva motivació per trobar alguna cosa nova.
L'objectiu inicial del creador del videojoc Pete, era empatitzar amb el control del personatge. Per descomptat, un jugador pot deixar-lo durant els 400 dies que dura el temps de joc. Però el desenvolupador es va fixar un objectiu: trobar maneres perquè els jugadors tinguessin cura del petit heroi Shadow tant com per animar-los a inspeccionar la cova i trobar què fer. Al mateix temps, el joc real seria molt lent i calia trobar mecanismes que permetessin al jugador no sentir-se massa avorrit. Per assolir l'objectiu, Pete va començar a utilitzar el mètode del "pal i la pastanaga". Molt sovint, hauria de ser així que el jugador havia d'estar segur que si comença a dur a terme una tasca del personatge, mentre està fora del joc en realitat aquesta es completarà. A més, calia castigar d'alguna manera els que canviarien l'hora als seus ordinadors i, si això succeïa, el personatge del joc Shadow seria enviat a la presó.
Una altra tasca durant el disseny de la interacció del joc va ser la necessitat de molts elements de diàleg addicionals. Com que només hi ha un personatge, ha de comentar el que passa de diferents maneres, sobretot si hi ha algun progrés en el joc. En relació amb això, Pete es va allunyar de la simple animació, i el personatge parla ell mateix, es queda adormit mentre espera, i pot somiar. Al mateix temps, s'ha de despertar constantment al jugador, ja que com que l'acció té lloc en una cova, no hi ha manera de fer cicles diaris de dia i nit. Així, una de les idees era que de tant en tant les pedres caurien del sostre i, al mateix temps, s'hauria de participar constantment en el joc: es poden prendre com a objectes.
Per provar l'experiència del joc, Pete va assenyalar que tenia moltes bones raons per no implicar-se en la simulació del temps de joc, ja que és difícil comprovar els sentiments del jugador, inclòs si s'usen eines del desenvolupador per accelerar el temps. Segons Pete, la veritable experiència de joc s'aconseguia permetent un equilibri, cosa que va resultar ser una tasca difícil. L'ús del temps varia l'espai de joc, i per exemple, un jugador pot rebre elements de comportament de la mecànica que no siguin en altres jocs. Així doncs, en crear un objecte aquest va variant i un trosset de molsa per exemple es convertirà al cap d'un temps en un altre objecte a causa de l'evolució concebuda.

## Recepció de la crítica
El 2019, The Longing va rebre el Long Longature Award al A MAZE Computer Games Festival de Berlín. El mateix any, al festival de Stuttgart, The Longing va rebre una "Menció Especial" pel seu estil narratiu extremadament innovador en el joc.
The Longing va ser nominat al Independent Games Festival el 2020 en la nominació al Premi Nuvo per la innovació dels jocs. L'entrega de premis d'aquest festival estava prevista pel 22 de març del 2020.